# بیل فلورس
بیل فلورس (به انگلیسی: Bill Flores) نمایندهٔ حوزه انتخابیه هفدهم تگزاس از حزب جمهوری‌خواه ایالات متحده آمریکا در مجلس نمایندگان ایالات متحده آمریکا است که برای نخستین‌بار در ۲۱ ژانویه ۲۰۱۱ میلادی به‌عضویت این مجلس درآمد.